# Thurauia aquatica
Thurauia aquatica är en tvåvingeart som beskrevs av Rubsaamen 1899. Thurauia aquatica ingår i släktet Thurauia och familjen gallmyggor. Inga underarter finns listade i Catalogue of Life.